# Hallucinate
Hallucinate is een single van de Britse zangeres Dua Lipa, die op 10 juli 2020 uitgebracht werd als vierde single van haar tweede studioalbum Future Nostalgia. De single die geproduceerd werd door Stuart Price bevat invloeden vanuit de disco, en elektronische wereld. 
Op 9 april 2020 verscheen er een lyric video voor de single. De officiële videoclip verscheen op 10 juli op het kanaal van de zangeres.

## Achtergrond

### Release
Hallucinate kwam uit op 27 maart 2020 als zevende single op Lipa's album Future Nostalgia. In april 2020 kondigde de zangeres aan dat er een vierde single aankomt van het album. Op 3 juli 2020 kondigde Dua officieel aan dat Hallucinate de opvolger wordt van Break My Heart. Ook de artwork werd op die dag op de sociale media van de artiest geplaatst. 

### Succes
Na het uitbrengen van het album kreeg de single Hallucinate al veel populariteit, waardoor het in de hitlijsten terecht kwam van Griekenland, Spanje, Portugal, Italië en Hongarije. In het Verenigd Koninkrijk was de single de meest gestreamde track van het album, zonder de drie uitgebrachte hits erbij te nemen. Wereldwijd deed enkel het nummer Levitating beter op Spotify.

## Hitlijsten

### Nederlandse Top 40[1]
| Positie: | 31 | 29 | 26 | 25 | 23 | 20 | 20 | 23 | 25 |

### Single Top 100[2]
| Positie: | 73 | 61 | 55 | 59 | 61 | 73 | 63 | 68 | 70 | 85 | uit |